# Testament (musikgrupp)

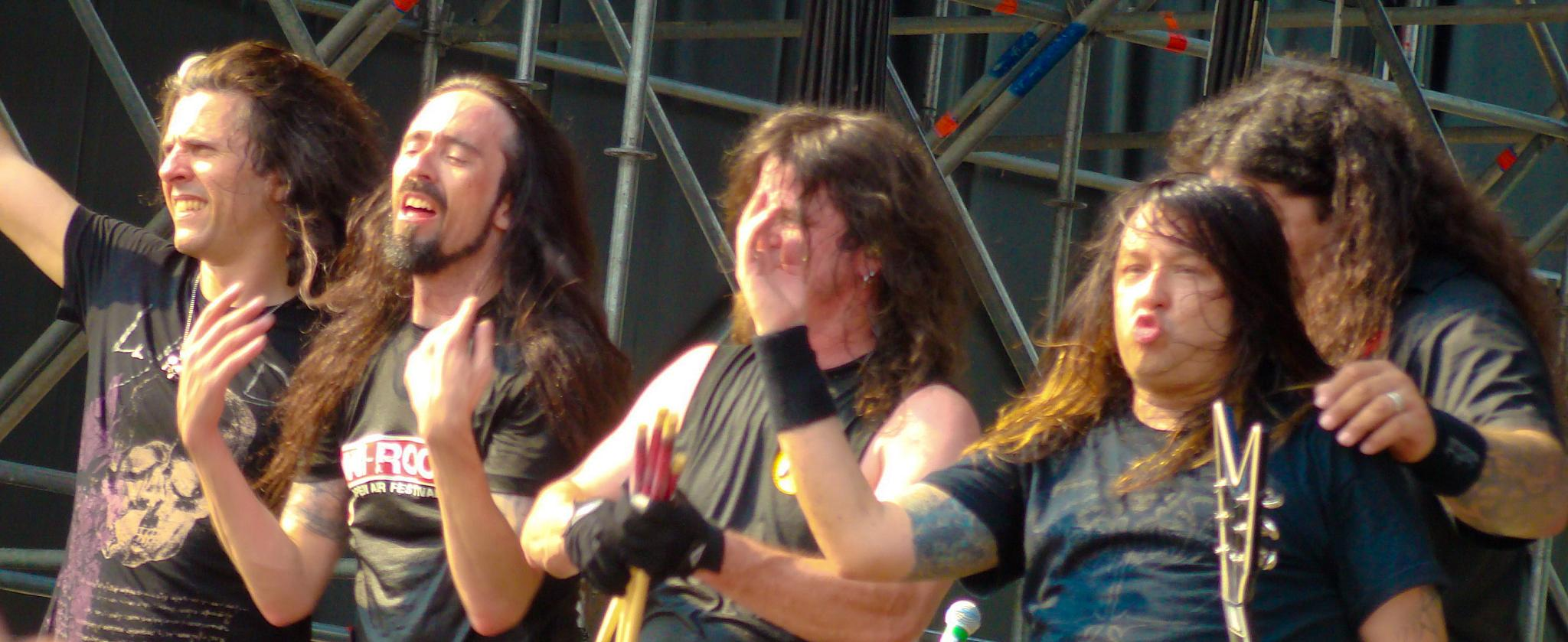
Testament 2008.

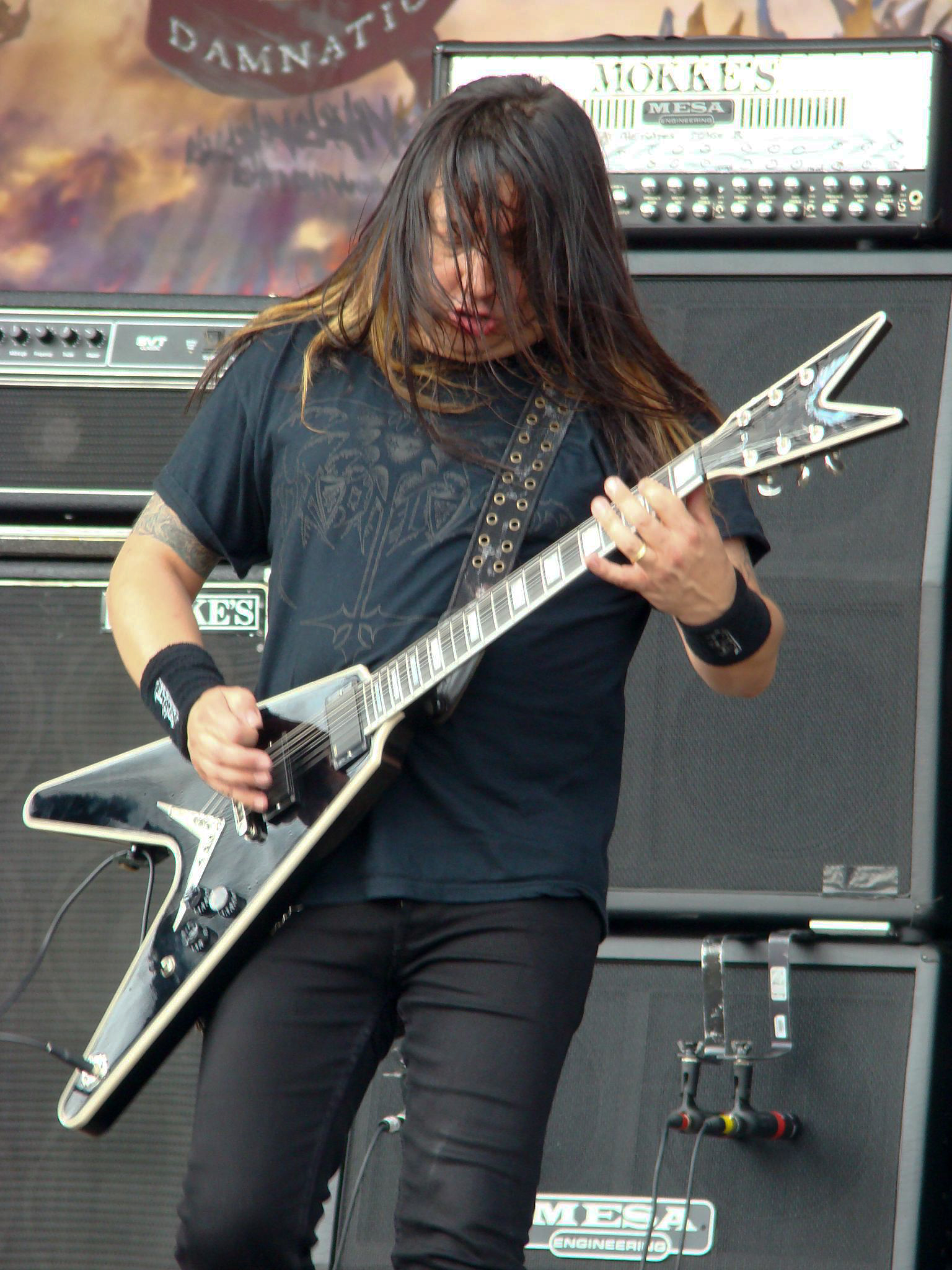
Gitarristen och grundaren Eric Peterson, 2008

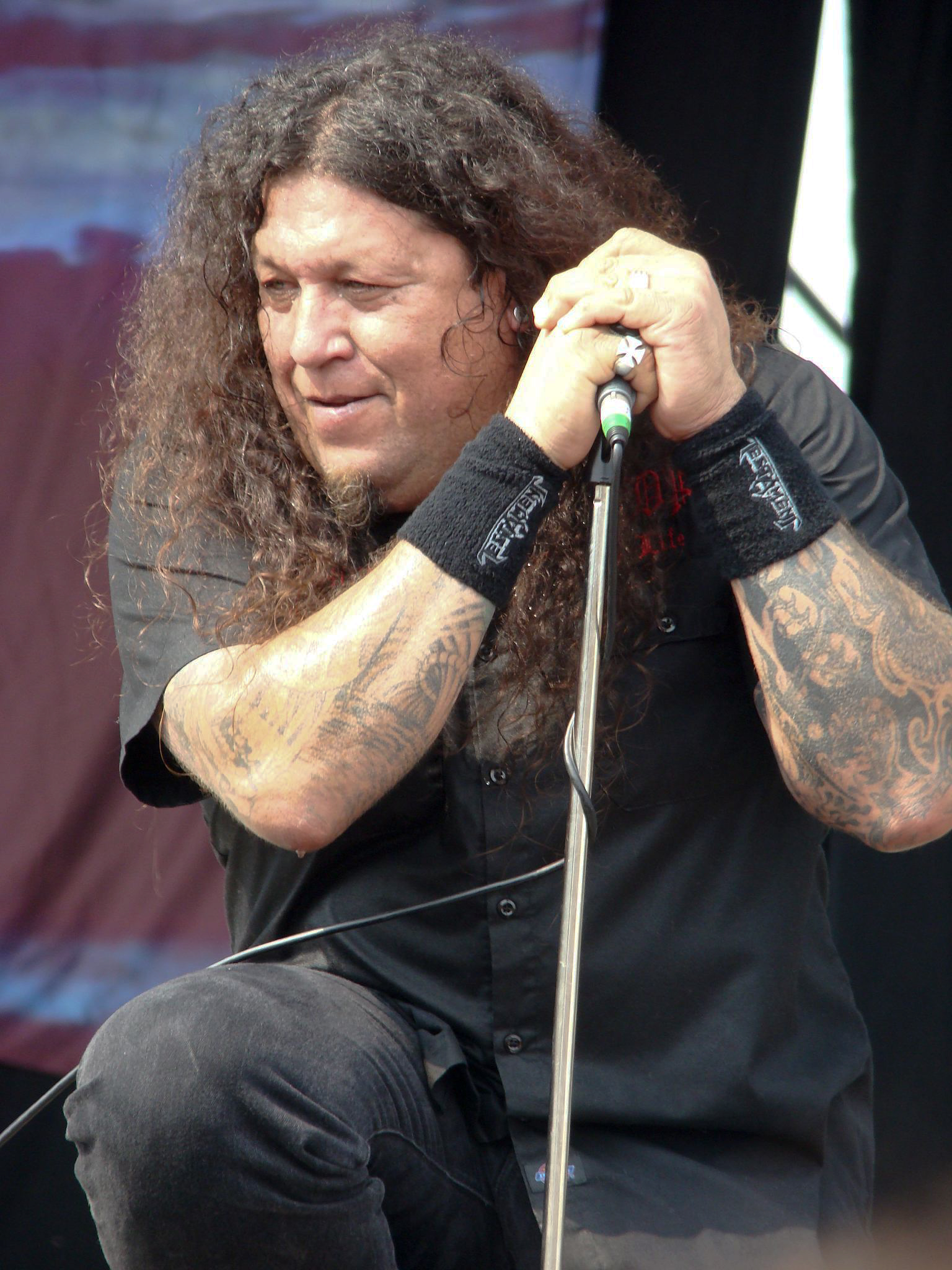
Sångaren Chuck Billy, 2008.

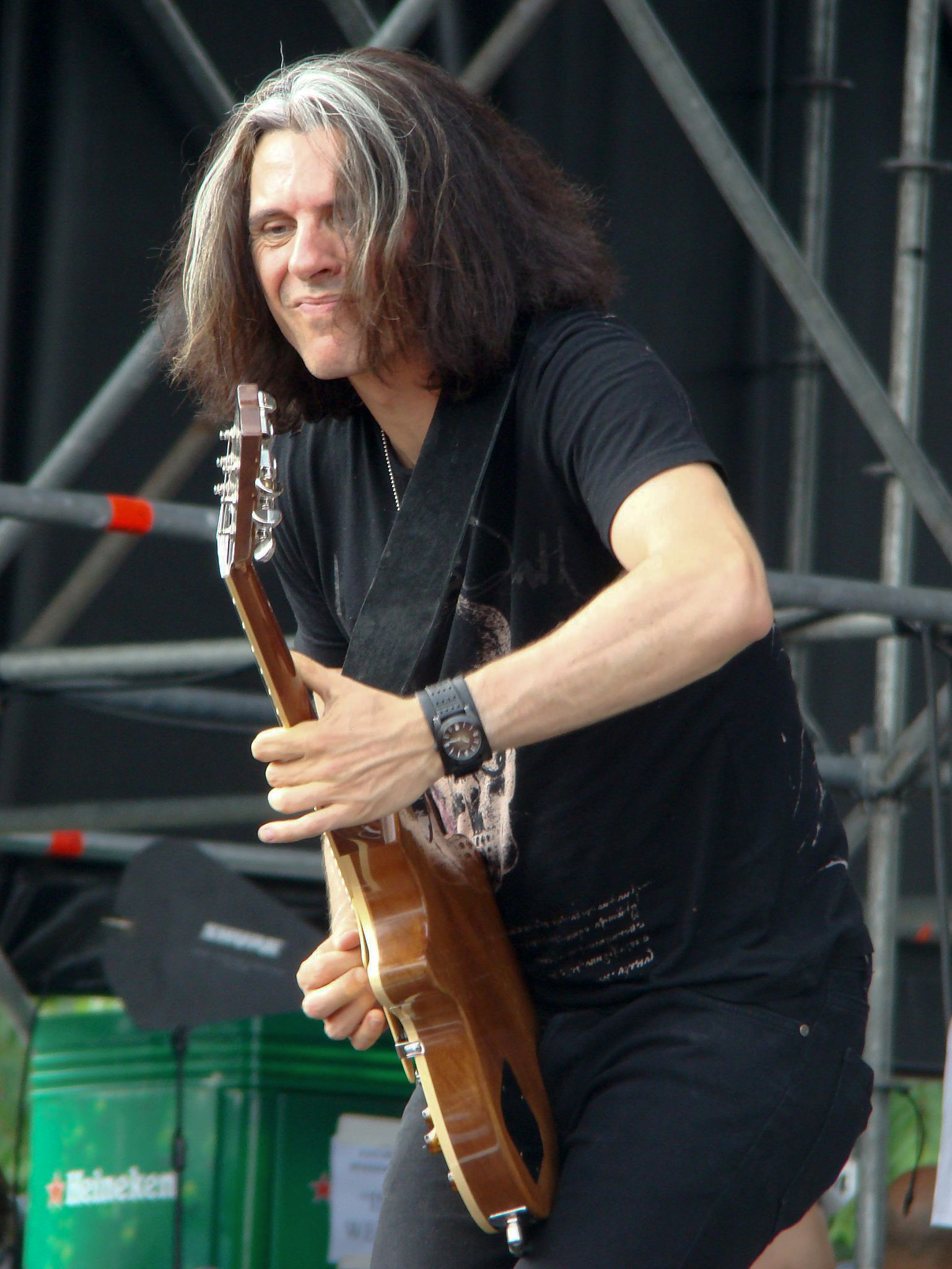
Gitarrist Alex Skolnick, 2008

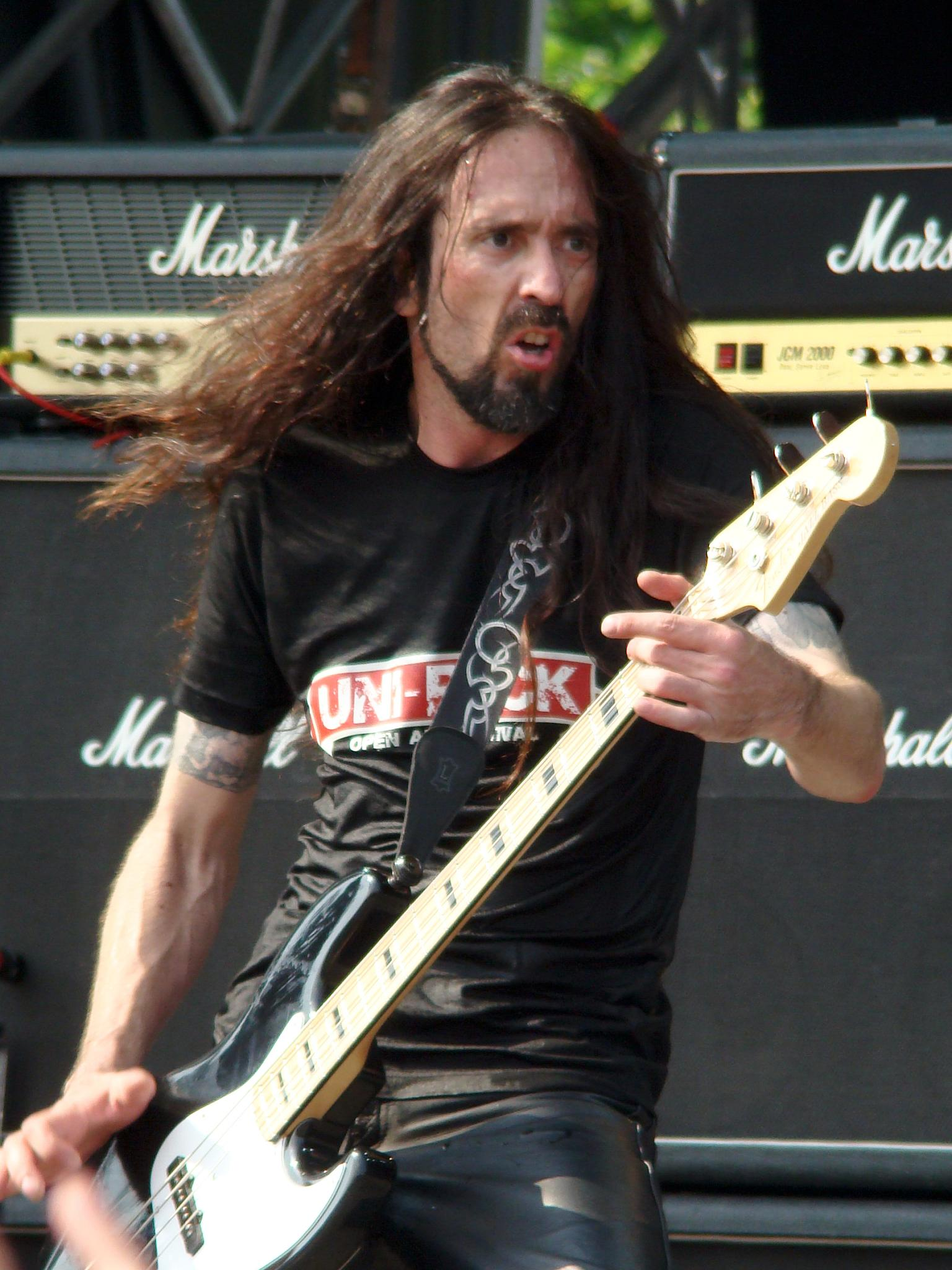
Basisten Greg Christian, 2008

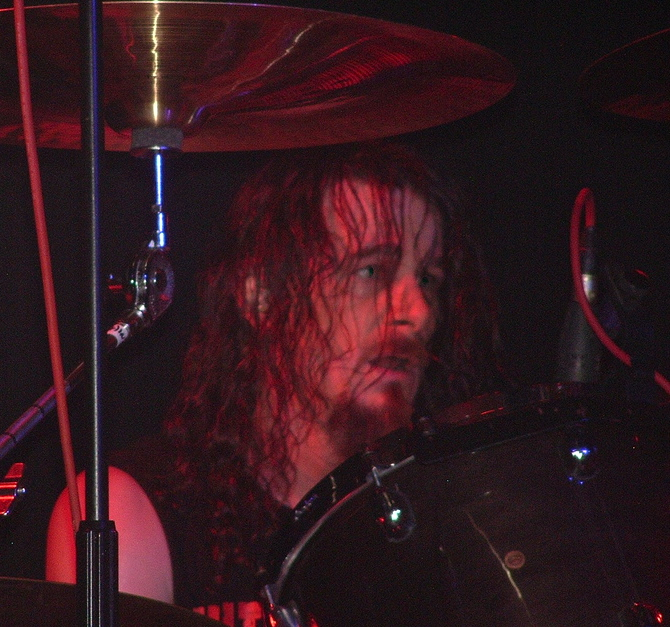
Trummis Paul Bostaph, här med Exodus 2006

Testament är ett amerikanskt thrash metal-band, bildat av Eric Peterson 1983 i Kalifornien, inledningsvis under namnet "Legacy". Gruppen bytte snart namn till Testament och gav ut sitt första fullängdsalbum, The Legacy 1987. Bandet har genomgått många medlemsbyten men gitarristen Eric Peterson och sångaren Chuck Billy har varit ständiga medlemmar. Under 80- och 90-talen var Testament mycket aktiva och gav ut åtta fullängdsalbum mellan 1987 och 1999. Återkommande medlemsbyten under början av 2000-talet bidrog till att det dröjde till 2008 innan det nionde albumet, The Formation of Damnation släpptes. Albumet Titans of Creation släpptes i april 2020.

## Historia

### Bildandet och debuten (1983–1987)
Testament bildades 1983 i San Francisco Bay Area där ett stort antal thrash metal-band grundades vid denna tid. Bandet gick från början under namnet "The Legacy" och bestod då av gitarristerna Eric Peterson och hans kusin Derrick Ramirez, basisten Greg Christian och trummisen Louie Clemente. En första demo, med Ramirez på sång, gavs ut 1984 innan bandet fick en ny sångare i Steve "Zetro" Souza. Med Alex Skolnick som ny gitarrist gav bandet ut ytterligare en demo året därpå. En låt från denna demo, Reign of Terror var bandets bidrag på ett samlingsalbum kallat "Eastern Front Vol. 2". Souza lämnade därefter bandet för att sjunga i Exodus.
Bandet skrev kontrakt med Jonny Zazulas skivbolag Megaforce för utgivning av sin första fullängdsplatta. Eftersom det fanns ett annat band med samma namn, "The Legacy", fick man av juridiska skäl byta, och namnet blev då Testament. Bandet rekryterade sångaren Chuck Billy. Inspelningen gjordes i Pyramid Souns Studios och albumet producerades av Alex Perialas. Debutalbumet "The Legacy" gavs ut i juli 1987 och möttes av positiva reaktioner både hos publik och kritiker, och Testament jämfördes med "The big four of thrash", Megadeth, Slayer, Metallica och Anthrax. Bandet turnerade också runt om i USA och Europa med Anthrax. I december samma år utgavs en EP, Live at Eindhoven, med inspelningar från bandets framträdande på Dynamofestivalen i Nederländerna.

### Produktiva år (1988–1992)
Testaments andra studioalbum "The New Order", gavs ut året därpå, i maj 1988. Förutom nyskrivna låtar innehåller skivan även en cover på Aerosmiths låt Nobody's Fault. Albumet gick in på försäljningslistan, Billboard 200, som nummer 136. Musikvideor till de båda spåren Trial by Fire och Nobody's Fault spelades in. 1989 års album, "Practice What You Preach", utgivet i augusti, fick också det bra kritik och höga försäljningssiffror, och tog sig in på Billboard Hot 100-listan. Texterna på den här skivan behandlar mer verklighetsnära ämnen än tidigare, såsom politik och miljö. Även här gjordes videor till några av låtarna, Practice What You Preach, Greenhouse Effect, och The Ballad.
Nästa fullängdsalbum, "Souls of Black", spelades in i Fantasy Studios, Berkeley, Kalifornien och producent denna gång var Michael Rosen. Albumet gavs ut i september 1990 och videor till låtarna Souls of Black och The Legacy producerades. Testament agerade därefter förband för Slayer, Suicidal Tendencies och Megadeth i "Clash of the Titans"-turnén över Europa.
Den högsta topplistplaceringen hittills gav 1992 års album "The Ritual", som landade på plats nummer 55 på Billboard-listan. Albumet producerades av Tony Platt och spelades in i One on One studio i Los Angeles. Musikvideor spelades in till låtarna Electric Crown och Return to Serenity och den senare, en otypisk ballad, bidrog till att nya fans hittade till Testaments musik. Gitarristen Skolnick lämnade därefter bandet för att bli medlem i Savatage och för att därefter också spela med Ozzy Osbourne. Med trummisen Tim Alexander från Primus bildade Skolnick också en jazzgrupp, "Attention Deficit", som gav ut ett album 1998.

### Medlemsbyten och bolagsbyte (1993–1996)
Under resten av 90-talet var Testament en instabil grupp med många medlemsbyten. På minialbumet "Return to Apocalyptic City" som gavs ut 1993, är Glen Alvelais gitarrist och trummisen Paul Bostaph, tidigare i Forbidden och Slayer har ersatt Clemente. Albumet "Low" som kom året därpå hade James Murphy, tidigare bland annat i Death och Obituary, på gitarr och John Tempesta från Exodus på trummor. Dessutom bakgrundssång av Damien Gallegos. Tempesta lämnade därefter bandet igen för White Zombie. "Low" blev Testaments sista utgivningen på Atlantic Records som hade varit bandets skivbolag ända från start.
"Live at the Fillmore" gavs ut 1995 av Burnt Offerings, och bandet bestod då av Chuck Billy, sång, Eric Peterson och James Murphy på gitarr, Greg Christian bas och trummisen Jon Dette, tidigare i Evildead. Livealbumet spelades in under en utsåld konsert i "Haight-Ashbury" medan de tre sista akustiska spåren, Return to Serenity, The Legacyoch Trail of Tears  spelades in i studio. Året därpå kom testaments första samlingsalbum "The Best of Testament" med låtar från karriären dittills, från "The Legacy" fram till "Low".
Under en period var bara originalmedlemmarna Eric Peterson och Chuck Billy kvar i gruppen och de tillkännagav då bildandet av det nya bandet "Dog Faced God", men det som skapades i det bandets namn hamnade sedan på ett nytt Testamentalbum.

### "Demonic" och ytterligare medlemsbyten (1996 - 1999)
Testaments sjunde studioalbum, Demonic, utgavs i juni 1997 av Burnt Offerings och hade spelats in i Driftwood Studios, Oakland. Albumet producerades av Billy och Peterson och utöver dem medverkar också den forne gitarristen Derrick Ramirez på bas samt Gene Hoglan på trummor, då Dette hade lämnat för att bli trummis i Slayer. På New Eyes of Old medverkar även Glen Alvalais på gitarr. På detta album spelar Testament så mycket death metal det någonsin gjort, bland annat med att Chuck Billy experimenterade med growlad sång. Tyvärr blev lanseringen av albumet lidande av att distributionsbolaget gick i konkurs. Samma år utgavs ett andra samlingsalbum, "Signs of Chaos: The Best of Testament", som även innehåller en cover av Scorpions låt Sails of Charon och en av Aerosmiths Draw the Line.
Medlemsbytena fortsatte. Dette återkom för en tid som trummis då Gene Hoglan lämnade för att spela med Strapping Young Lad. På 1999 års album "The Gathering" var det dock åter Dave Lombardo som hanterade trummorna. Gitarristen James Murphy deltog också på skivan men fick strax efter lämna igen. Problemen med hans beteende och svårigheterna för de övriga att komma överens med honom gavs sedan en förklaring då han fick genomgå en operation av en hjärntumör.

### Testament på sparlåga (2000–2004)
Peterson lanserade år 2000 ett nytt thrash/black metal-projekt, "Dregonheart" tillsammans med gitarristen Steve Smyth, basisten Steve DiGiorgio och trummisen Jon Allen. Bandet bytte senare namn till "Dragonlord".
Chuck Billy fick året därpå besked om att han led av cancer och behandlades för den under en längre tid. En konsert till hans ära hölls den 11 augusti 2001 under namnet "Thrash of the Titans", och med deltagande av band som Heathen, Flotsam and Jetsam, Anthrax och Exodus.
Testamentmedlemmarna medverkade i olika band och konstellationer under några år, hösten 2002 gjordes dock ett framträdande i Testaments namn som support för Halford i Las Vegas samt några egna konserter i december samma år. Under 2003 turnerade bandet i Europa med "No Mercy"-festivalen och på sommaren deltog bandet i en del europeiska festivaler, bland annat Wacken Open Air.
Steve Smyth spelade tillfälligt med Nevermore under deras Europaturné på hösten 2003. I slutet av året och början av 2004 var Testament åter i studion för att spela in ett nytt album. Både Chuck Billy och Eric Peterson deltog på "Whithin the Mind", ett tributalbum till den tidigare Death-gitarristen Chuck Schuldiner. Trummisen Paul Bostaph återvände till bandet medan Steve Smyth lämnade för att bli permanent gitarrist i Nevermore.

### Återförening av 80-talets bandsättning (2005–2006)

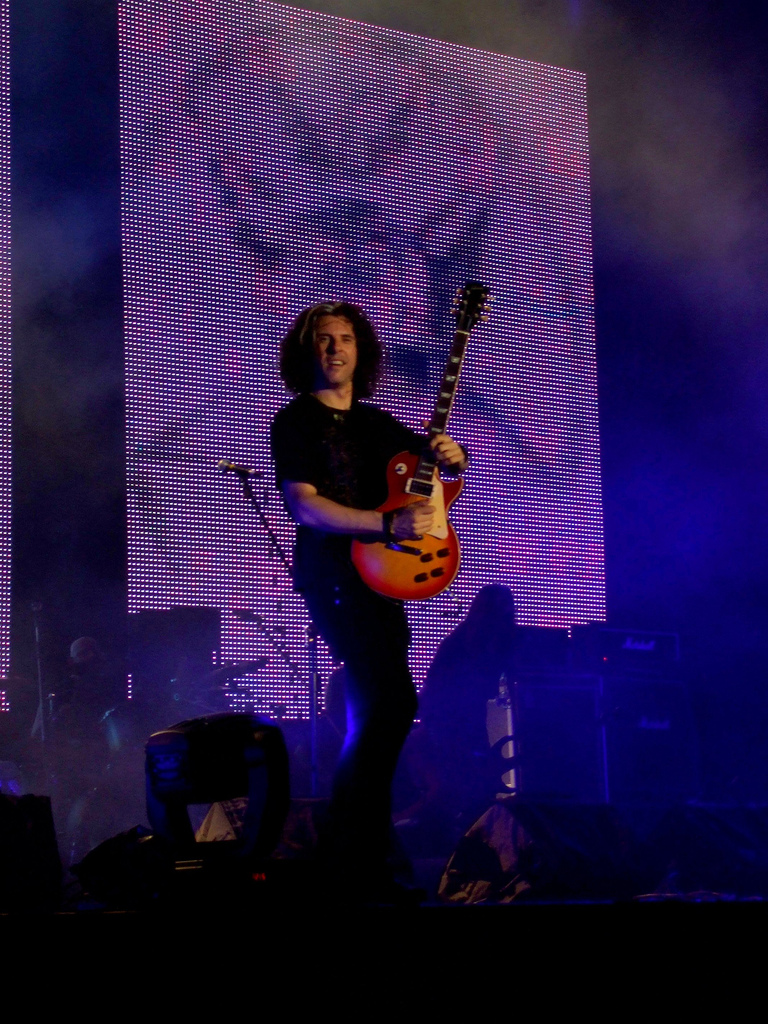
Alex Skolnick återförenades med bandet 2005

Testament spelade under sommaren 2005 på ett antal festivaler runt om i Europa, bland andra Sweden Rock, Provinssirock i Finland och italienska "Gods of Metal". Olyckligtvis råkade Eric Peterson ut för en olycka i Slovakien, bröt benet på tre ställen och kunde inte spela vidare under turnén. Tidigare gitarristen Steve Smyth flögs in för att komplettera under sommarens spelningar. På grund av skadan fick Testament ställa in höstens planerade Japanturné tillsammans med Flotsam and Jetsam, Overkill och Death Angel. Peterson och Billy tillkännagav att originalmedlemmarna Alex Skolnick och Greg Christian tillsammans med trummisen John Tempesta skulle återförenas med bandet för några spelningar i Europa under våren 2004. En inspelning från en konsert i England resulterade i albumet Live in London som släpptes i november 2005. Under hösten 2005 spelade Testament runt om i världen bland annat i Nordamerika i augusti, Japan i september, och Sydamerika med Mexiko, Chile och Brasilien i oktober.
Testament spelade för första gången i Mellanöstern under Ökenfestivalen i Dubai, "Dubai Desert Rock", i mars 2006 tillsammans med band som Iron Maiden, Megadeth och 3 Doors Down.

### "The Formation of Damnation" (2007–2010)

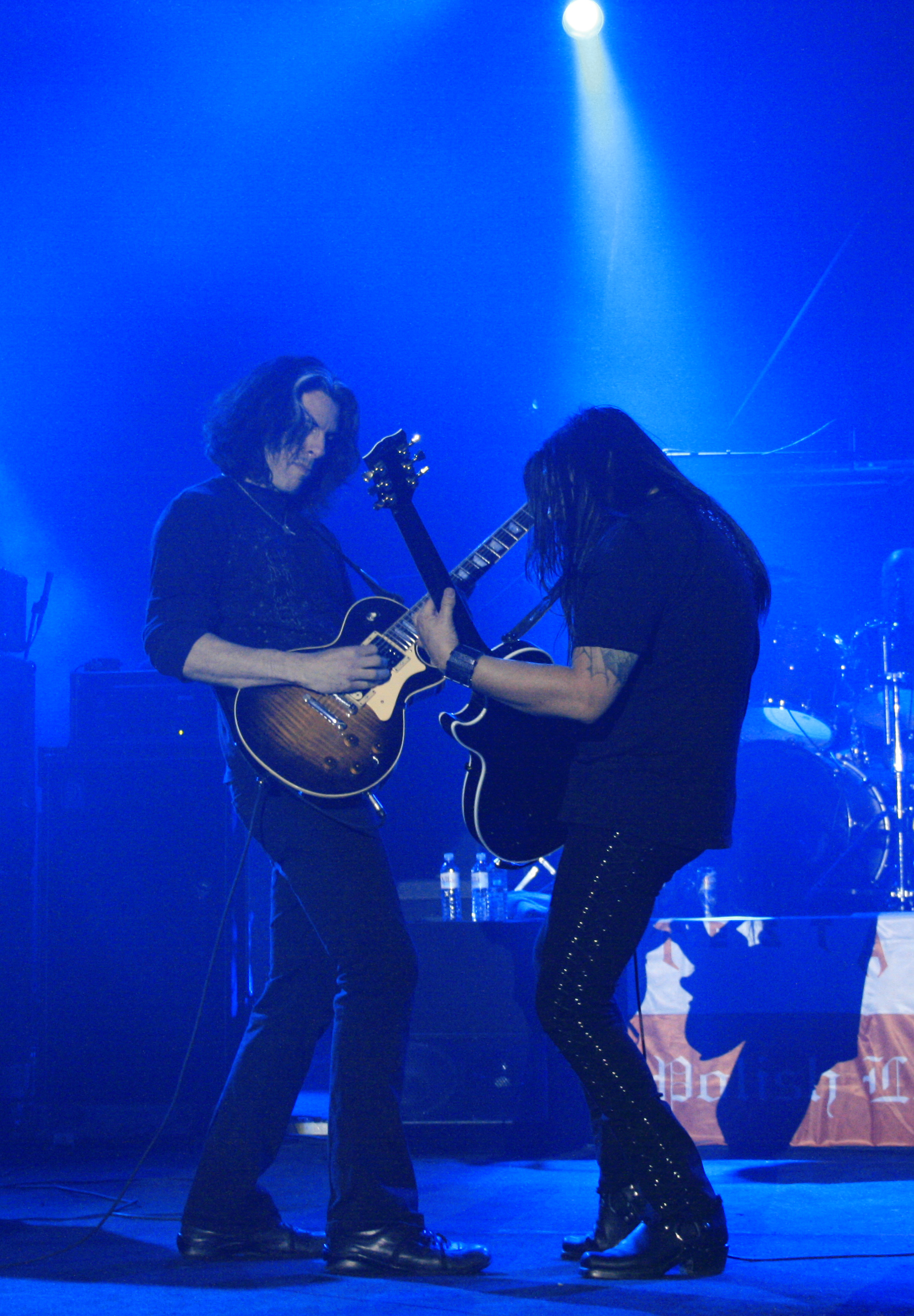
Alex Skolnick och Eric Peterson, 2007

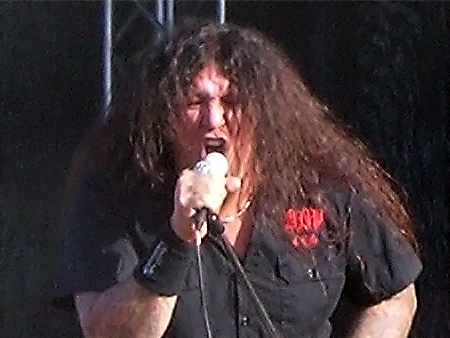
Chuck Billy på Sweden Rock 2008

I juli 2007 spelade Testament på Jaxx Nightclub i Springfield, Virginia, med Paul Bostaph som tillfällig trummis och senare tillkännagavs att Bostaph officiellt återvände till bandet inför inspelningen av ett nytt album. Bandet spelade den kvällen också en ny sång med titeln "The Afterlife". I februari 2008 släppte bandet låten "More Than Meets the Eye", från det kommande albumet, på sin Myspacesida.
Testament gav ut sitt senaste album, "The Formation of Damnation", 29 april 2008 på Nuclear Blast Records, bandets första studioalbum på nio år. Det är också det första Testament-albumet med Alex Skolnick på gitarr sedan "The Ritual" 1992, och det första med basisten Greg Christian sedan 1994 års "Low".
Bandet spelade på "Gillmanfest"-festivalen i Valencia, Venezuela i maj 2008 och spelade den sommaren även i Colombia. I juni var Testament huvudband under "Downloadfestivalen" i Donington Park i England och agerade support till Judas Priest, Heaven and Hell och Motörhead i "Metal Masters Tour". I februari och mars 2009 deltog Testament i "Priest Feast"-turnén i Europa med Judas Priest och Megadeth.

### "Dark Roots of Earth" (2011–idag)
Under 2011 började Testament inspelningen av sitt tionde studioalbum "Dark Roots of Earth". Plattan släpptes i Europa 27 juli och i USA 31 juli 2012. Sommaren 2012 turnerade Testament i Europa. De spelade bland annat i Frankrike och Italien i juli, samt på festivalen Skogsröjet i Sverige i augusti.

## Medlemmar
Eric Peterson och Chuck Billy är de enda originalmedlemmar som varit med i Testament hela tiden.

### Nuvarande medlemmar
- Chuck Billy - sång (1986–)
- Eric Peterson - gitarr (1985–)
- Alex Skolnick - gitarr (1986–1993, 2001–)
- Steve DiGiorgio - bass (1998–2005, 2014–)
- Chris Dovas - trummor (2022, 2023–)[12]

### Tidigare medlemmar
- Paul Bostaph - trummor (1992-93, 2007-2011)
- Nick Barker - trummor (2007)
- Louie Clemente - trummor (1986-1993, 2005)
- John Tempesta - trummor (1993-1994, 2001-2005)
- Dave Lombardo - trummor (1998–1999, 2022–2023)[12]
- Gene Hoglan - trummor (1996-1997, 2011-2022)
- Glen Alvelais - gitarr (1993, 1997)
- Derrick Ramirez - bas/gitarr /sång (spelar på första demon, när bandet gick under namnet Legacy) (1997)
- James Murphy - gitarr (1994-1996, 1999)
- Jon Allen - drums
- Mike Chlasciak - gitarr
- Steve "Zetro" Souza - sång (1983-1986) (sjöng på andra demon, när bandet gick under namnet Legacy)
- Jon Dette - trummor 1994-95, 1997-98)
- Shawn Gairdner - trummor
- Steve Smyth - gitarr (1999-2004)
- Greg Christian - bas (1986-1996, 2003 - 2014)
- Chris Kontos - trummor (1995-1996)
- Mike Ronchette - trummor
- Steve Jacobs - turnétrummis, 1997 och 1999

## Diskografi

### Album
- 1987 - The Legacy
- 1988 - The New Order
- 1989 - Practice What You Preach
- 1990 - Souls of Black
- 1992 - The Ritual
- 1994 - Low
- 1997 - Demonic
- 1999 - The Gathering
- 2008 - The Formation of Damnation
- 2012 - Dark Roots of Earth
- 2016 - Brotherhood of the Snake
- 2020 - Titans of Creation

### EP och singlar
- 1987 - Live at Eindhoven (EP)
- 1988 - Trial by Fire (EP)
- 1989 - Greenhouse Effect (singel)
- 1992 - Electric Crown (singel)
- 1993 - Return to Apocalyptic City (EP)
- 1994 - Dog Faced Gods (singel)
- 1994 - Low (singel)

### Live och samlingar
- 1995 - Live at the Fillmore
- 1996 - The Best of Testament
- 1997 - Signs Of Chaos
- 2001 - The Very Best of Testament
- 2001 - First Strike Still Deadly
- 2004 - Days of Darkness
- 2005 - Live in London
- 2007 - The Spitfire Collection
- 2007 - Live at Eindhoven '87

## Filmografi

### VHS
- Seen Between The Lines - 1991
- Electric Crown - 1992

### DVD
- Live At The Omni 1988 - 2004
- Live in Tilburg, The Netherlands - 2004
- Santa Monica Civic 1989  - 2004
- Live in Osaka Japan 1999 - 2004
- Live in London  - 2005
- Live in Tokyo Japan 1999 - 2006
- Live in Istanbul - 2006
- Live at the Warfield - 2007
- Live in Paris - 2007
- Live at the Independent  - 2007
- Live in Taiwan  - 2007